# أسينوفغراد
أسينوفغراد (بالإنجليزية: Asenovgrad)‏ هي بلدة، ومدينة، تتبع Asenovgrad ‏، بلغ عدد سكانها 55323 نسمة، تبلغ مساحتها 78.012 كيلومتر مربع، رمزها البريدي هو 4230.

## معرض صور

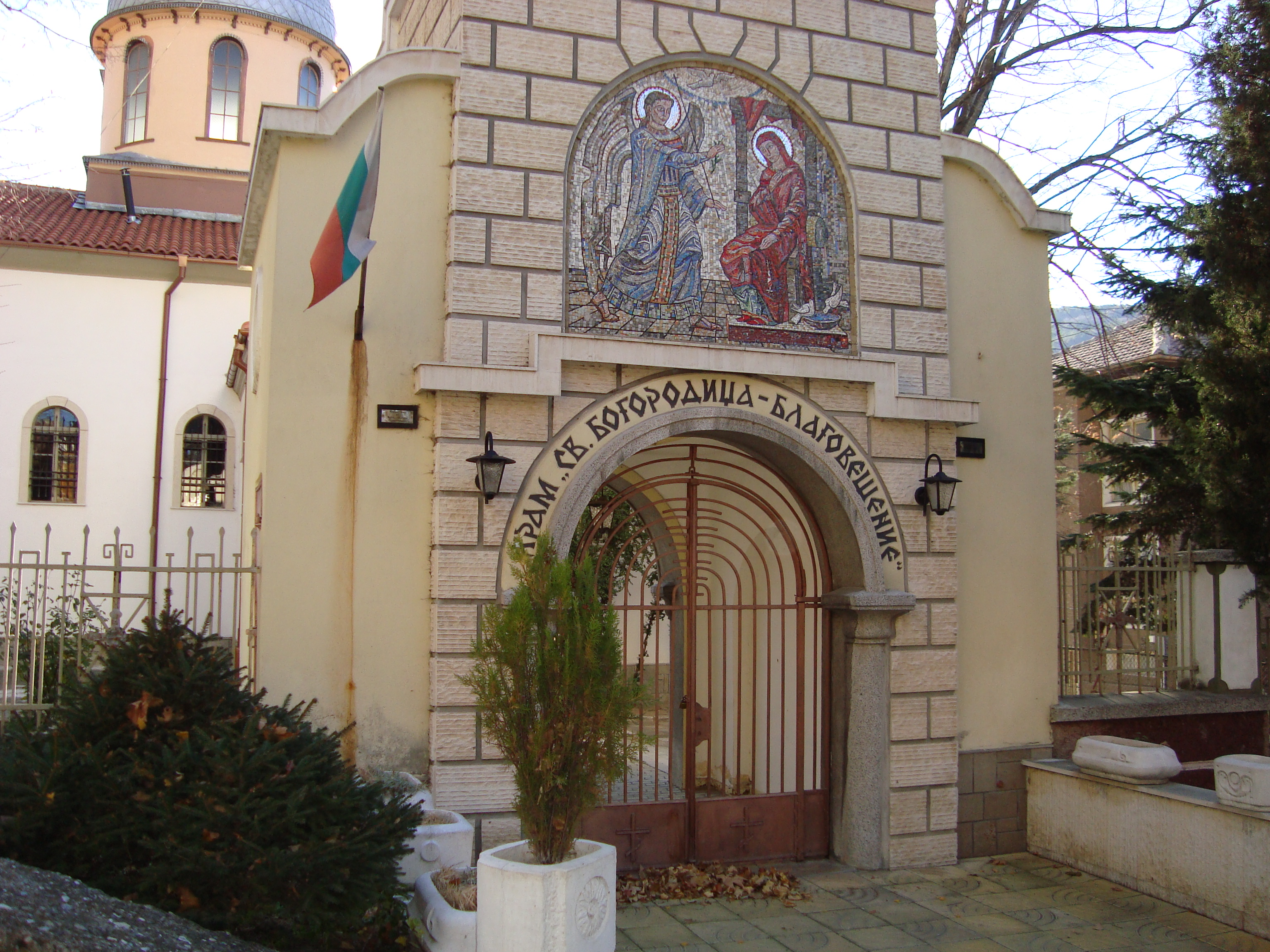
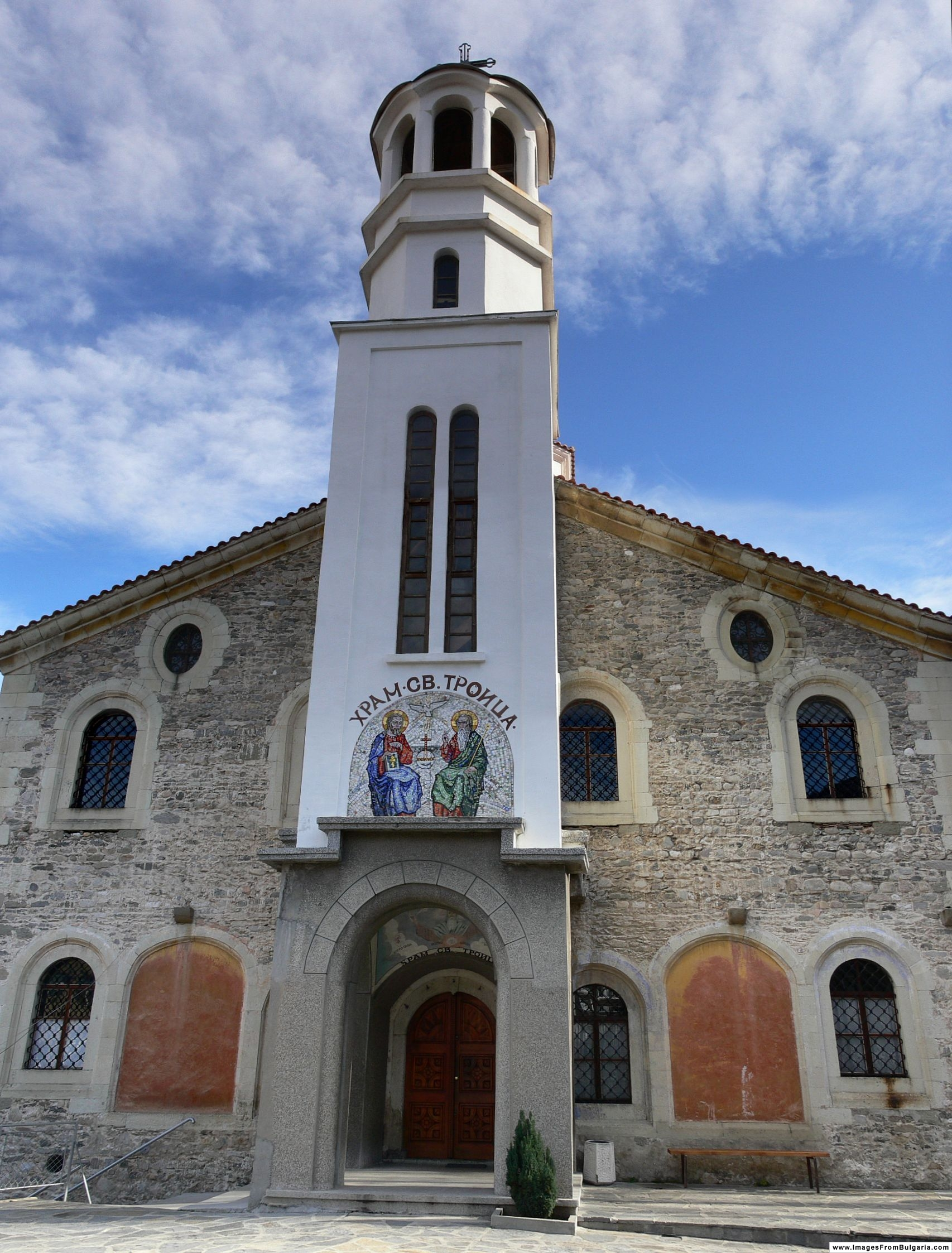
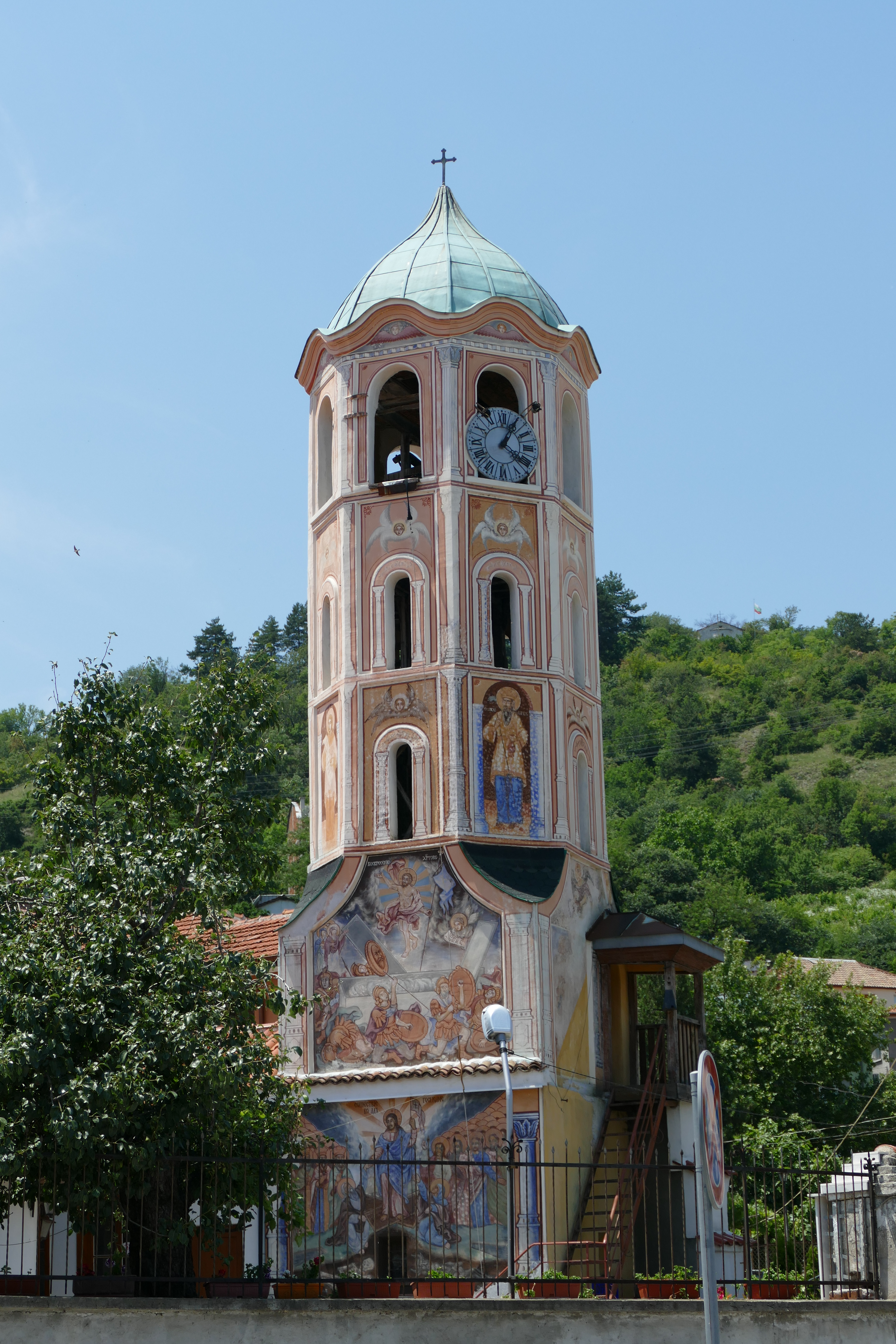
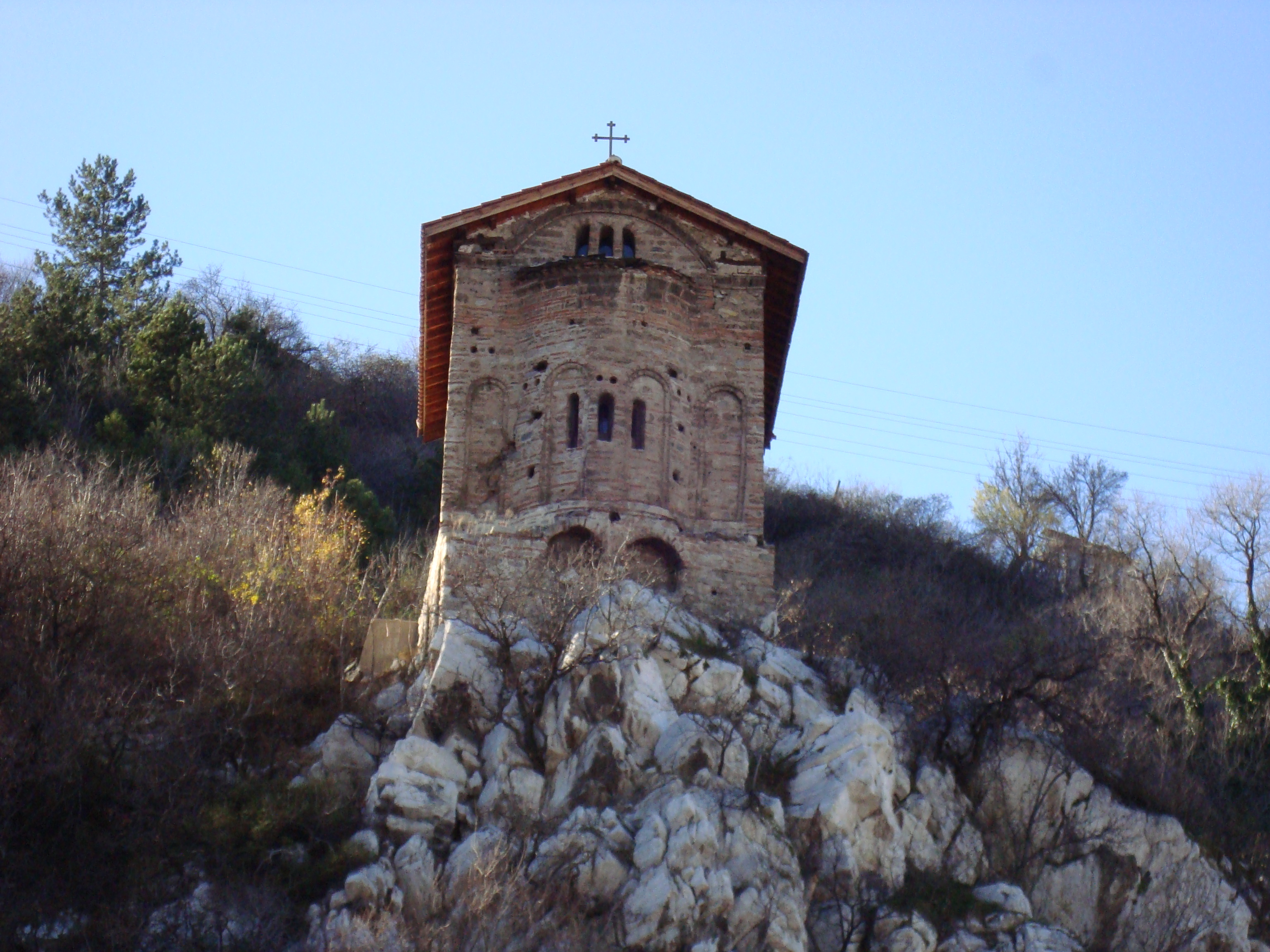

## مدن توأم
المدن التوأم:
- كيلكيس
- ناوسا
- بريليب
- ستاري اوسكول.

## أعلام
- كونستانتينوس أبوستولو دوكسياديس
- إيفان تشيبارينوف